# Amplepuis
Amplepuis és un municipi francès situat al departament del Roine i a la regió d'Alvèrnia-Roine-Alps. L'any 2007 tenia 5.070 habitants.

## Demografia

### Població
El 2007 la població de fet d'Amplepuis era de 5.070 persones. Hi havia 2.091 famílies de les quals 730 eren unipersonals (303 homes vivint sols i 427 dones vivint soles), 567 parelles sense fills, 606 parelles amb fills i 188 famílies monoparentals amb fills.
La població ha evolucionat segons el següent gràfic:
Habitants censats

### Habitatges
El 2007 hi havia 2.449 habitatges, 2.130 eren l'habitatge principal de la família, 89 eren segones residències i 230 estaven desocupats. 1.448 eren cases i 995 eren apartaments. Dels 2.130 habitatges principals, 1.113 estaven ocupats pels seus propietaris, 978 estaven llogats i ocupats pels llogaters i 38 estaven cedits a títol gratuït; 23 tenien una cambra, 176 en tenien dues, 517 en tenien tres, 602 en tenien quatre i 812 en tenien cinc o més. 1.174 habitatges disposaven pel capbaix d'una plaça de pàrquing. A 1.016 habitatges hi havia un automòbil i a 674 n'hi havia dos o més.

### Piràmide de població
La piràmide de població per edats i sexe el 2009 era:
| Homes | Edats   | Dones |
| ----- | ------- | ----- |
| 4     | 95 o +  | 24    |
| 4     | 90 a 94 | 64    |
| 48    | 85 a 89 | 80    |
| 32    | 80 a 84 | 76    |
| 60    | 75 a 79 | 128   |
| 80    | 70 a 74 | 112   |
| 168   | 65 a 69 | 152   |
| 92    | 60 a 64 | 136   |
| 120   | 55 a 59 | 120   |
| 152   | 50 a 54 | 148   |
| 152   | 45 a 49 | 188   |
| 200   | 40 a 44 | 140   |
| 180   | 35 a 39 | 172   |
| 136   | 30 a 34 | 200   |
| 168   | 25 a 29 | 136   |
| 132   | 20 a 24 | 132   |
| 200   | 15 a 19 | 132   |
| 152   | 10 a 14 | 176   |
| 152   | 5 a 9   | 156   |
| 148   | 0 a 4   | 108   |

## Economia
El 2007 la població en edat de treballar era de 3.065 persones, 2.177 eren actives i 888 eren inactives. De les 2.177 persones actives 1.963 estaven ocupades (1.048 homes i 915 dones) i 214 estaven aturades (96 homes i 118 dones). De les 888 persones inactives 346 estaven jubilades, 248 estaven estudiant i 294 estaven classificades com a «altres inactius».

### Ingressos
El 2009 a Amplepuis hi havia 2.118 unitats fiscals que integraven 4.953,5 persones, la mediana anual d'ingressos fiscals per persona era de 15.820 €.

### Activitats econòmiques
Dels 274 establiments que hi havia el 2007, 1 era d'una empresa extractiva, 8 d'empreses alimentàries, 1 d'una empresa de fabricació de material elèctric, 27 d'empreses de fabricació d'altres productes industrials, 19 d'empreses de construcció, 92 d'empreses de comerç i reparació d'automòbils, 12 d'empreses de transport, 15 d'empreses d'hostatgeria i restauració, 2 d'empreses d'informació i comunicació, 15 d'empreses financeres, 8 d'empreses immobiliàries, 18 d'empreses de serveis, 37 d'entitats de l'administració pública i 19 d'empreses classificades com a «altres activitats de serveis».
Dels 63 establiments de servei als particulars que hi havia el 2009, 1 era una oficina d'administració d'Hisenda pública, 1 gendarmeria, 1 oficina de correu, 7 oficines bancàries, 1 funerària, 6 tallers de reparació d'automòbils i de material agrícola, 3 autoescoles, 2 paletes, 6 guixaires pintors, 4 fusteries, 3 lampisteries, 3 electricistes, 9 perruqueries, 2 veterinaris, 8 restaurants, 2 agències immobiliàries, 2 tintoreries i 2 salons de bellesa.
Dels 45 establiments comercials que hi havia el 2009, 2 eren supermercats, 1 una botiga de més de 120 m², 2 botiges de menys de 120 m², 5 fleques, 4 carnisseries, 4 llibreries, 9 botigues de roba, 2 botigues d'equipament de la llar, 1 una sabateria, 2 botigues d'electrodomèstics, 2 botigues de mobles, 2 botigues de material esportiu, 2 drogueries, 2 joieries i 5 floristeries.
L'any 2000 a Amplepuis hi havia 66 explotacions agrícoles que ocupaven un total de 2.200 hectàrees.

## Equipaments sanitaris i escolars
El 2009 hi havia 1 hospital de tractaments de mitja durada (seguiment i rehabilitació), 4 farmàcies i 1 ambulància.
El 2009 hi havia 1 escola maternal i 3 escoles elementals. Amplepuis disposava de 2 col·legis d'educació secundària amb 652 alumnes.

## Poblacions més properes
El següent diagrama mostra les poblacions més properes.